# Ego (Beyoncé)
Ego è un singolo della cantante statunitense Beyoncé, quinto estratto dal terzo album in studio I Am... Sasha Fierce. Il brano è stato pubblicato anche in una versione remix con il rapper statunitense Kanye West, candidato ai Grammy Awards nella categoria alla miglior interpretazione Rap/Sung.
Il singolo ha raggiunto la terza posizione nella Hot R&B/Hip-Hop Songs statunitense, oltre che la 39ª posizione della Billboard Hot 100, divenendo la quinta canzone consecutiva di I Am... Sasha Fierce a esordire tra le prime quaranta posizioni.

## Descrizione
Originariamente scritta per la cantante statunitense Chrisette Michele per il suo album Epiphany del 2009, Ego è stata scritta da Elvis Williams, Harold Lilly e Beyoncé, mentre la produzione è stata curata da Williams e Beyoncé. In un'intervista con Jayson Rodriguez di MTV News, Beyoncé ha chiarito che Ego è presente nel disco perché rappresenta perfettamente l'alter ego Sasha Fierce. Ha inoltre spiegato che il brano rivela la storia di qualcuno che è «molto sicuro di sé e ha [questa] spavalderia quando cammina e quando parla, e questo è uno dei motivi per cui [lei] è attratta da lui».
Musicalmente il brano ha sonorità R&B, ed incorpora influenze del jazz e soul. La canzone è costruita su un ritmo incisivo e la sua strumentazione include un pianoforte, corni, trombe e organo.
Del brano è stata realizzato un remix con l'aggiunta della voce di Kanye West. Parlando della sua collaborazione con West, Beyoncé ha dichiarato a MTV News: «La voce di Kanye ha un suono meraviglioso. Ha sicuramente la sicurezza e sostiene la melodia. Ed è di questo che parla la canzone». Il remix è stato incluso nell'album di remix del 2009 Above and Beyoncé - Video Collection & Dance Mixes e nell'edizione di platino di I Am... Sasha Fierce.

## Accoglienza
Ego ha ricevuto recensioni positive da parte dei critici, i quali avranno riscontrato che il brano avrebbe potuto essere inserito anche nel disco I Am... poiché il testo sembra mostrare la vulnerabilità e il desiderio di essere ricambiati dal proprio partner, mentre le sonorità sono divertenti e festosi come l'alter ego di Beyoncé, Sasha Fierce.
Uno giornalista della rivista Billboard ha valutato positivamente la canzone, scrivendo che Ego riesce a combinare elementi di entrambi i lati della personalità musicale di Beyoncé. Ha affermato che la canzone sembra essere un omaggio alle «jam midtempo R&B della vecchia scuola», elogiando la voce di Beyoncé, che secondo lui non ha fortemente schiarito durante l'intermezzo, mostrando così la sua vera voce. Sal Cinquemani di Slant Magazine ha affermato che la canzone avrebbe potuto beneficiare la prima metà dell'album, dando un breve brivido alle ballad che la costituiscono. Ann Powers del Los Angeles Times ha osservato che in Ego Beyoncé mostra la grinta che ha sviluppato interpretando Etta James in Cadillac Records. Nick Levine di Digital Spy ha commentato che Beyoncé è «favolosa» nelle espressioni vocali in Ego.
Neil McCormick di The Daily Telegraph ha scelto Ego come brano di spicco di I Am... Sasha Fierce, complimentandosi per il suo contenuto testuale e definendolo una canzone che dimostra «l'audacia giocosa» della cantante. Secondo Jennifer Vineyard di MTV News, la canzone sembra più un punto d'incontro tra le due metà dell'album, scrivendo inoltre che «musicalmente» è con Sasha, tuttavia dal punto di vista tematico e dei testi è una vera e propria Beyoncé: «vulnerabile, che vuole amare ed essere riamata».

## Riconoscimenti
Grammy Award
- 2010 – Candidatura alla miglior interpretazione Rap/Sung[21]

ASCAP Rhythm & Soul Music Awards
- 2010 – Canzone più trasmessa

## Video musicale
Beyoncé ha co-diretto il video musicale con il suo storico coreografo Frank Gatson Jr., che aveva precedentemente diretto i video di Suga Mama, Get Me Bodied e Single Ladies (Put a Ring on It). Il video, come per i precedenti singoli di I Am... Sasha Fierce, è stato girato in bianco e nero. Nel video Beyoncé indossa un body dorato e, accompagnata da due ballerine vestite in modo simile, balla una coreografia, alternando momenti in cui è in piedi ad altri in cui è seduta su una sedia.

## Classifiche
| Classifica (2009) | Posizione più alta |
| ----------------- | ------------------ |
| Bulgaria          | 22                 |
| Nuova Zelanda     | 11                 |
| Portogallo        | 8                  |
| Regno Unito       | 60                 |
| Svezia            | 29                 |
| Stati Uniti       | 39                 |